# Vuelven
Vuelven (en anglès: Tigers Are Not Afraid) és una pel·lícula mexicana de terror i fantasia, dirigida per Issa López i protagonitzada per Paola Lara, Hanssel Casillas, Tenoch Huerta, Nery Arredondo i Juan Ramón López. Va ser estrenada el 2 de novembre de 2017 a Mèxic, i el 27 de setembre als Estats Units. Va obtenir 10 nominacions en la LX edició dels Premis Ariel, guanyant en les categories de Millor Revelació Masculina i Millor Maquillatge.

## Resum
Estrella té 10 anys, i tres desitjos: el primer, és que la seva mare desapareguda torni. I se li compleix; però està morta i la segueix a totes parts. Aterrida, Estrella tracta d'escapar, unint-se a una banda de nens orfes de la violència. Molt aviat aprèn que en realitat, els morts mai es deixen enrere, i que quan es viu enmig de la brutalitat i la violència, si bé els desitjos mai surten com el cor voldria, només els guerrers sobreviuen.

## Repartiment
- Paola Lara com Estrella.
- Juan Ramón Lopez com El Shine.
- Hanssel Casillas com Tucsi.
- Rodrigo Cortes com Pop.
- Ianis Guerrero com Caco.
- Tenoch Huerta com El Chino.

## Recepció
La pel·lícula va rebre crítiques generalment positives. Posseeix un 97% d'aprovació en Rotten Tomatoes sobre la base de 37 crítiques, amb el consens: Tigers Are Not Afraid es basa en el trauma de la infància per a una història que combina hàbilment la fantasia màgica i el realisme contundent, i deixa un impacte persistent. A IMDb té un 7,2 sobre 1027 ressenyes. Metacritic, que utilitza una mitjana ponderada, va assignar a la pel·lícula una puntuació de 76 sobre 100, basada en 20 crítics, indicant "crítiques generalment favorables".
Peter Debruge de Variety va escriure: "Els actors poden ser joves, però la història es desviu decididament. Al cap i a la fi, en el seu compromís amb el realisme, López permet que passin coses terribles als nens, inclosa la mort en diversos casos, i això és una cosa difícil que cal acceptar, no perquè no passi al món real, sinó a causa de la manera melodramàtica i manipuladora de tractar aquesta tragèdia." Justin Chang de Los Angeles Times va escriure: "Tant l'emoció com l'horror podrien haver arrelat encara més si el món de la pel·lícula se sentia menys agitat i es realitzava de manera més coherent, si els tocs sobrenaturals i els esglais ocasionals del salt brollessin orgànicament des de dins més que sentint-se embrutats amb una paleta digital". Brian Tallerico de RogerEbert.com va escriure "Tigers Are Not Afraid pot ser imperfecta, però en cada decisió es pot sentir la passió i la creativitat de la seva cineasta. No té por."

## Premis i nominacions
Premis Ariel
| Any  | Categoria                  | Persona                                                                               | Resultat  |
| ---- | -------------------------- | ------------------------------------------------------------------------------------- | --------- |
| 2018 | Millor maquillatge         | Adam Zoller                                                                           | Guanyador |
| 2018 | Millor revelació masculina | Juan Ramón López                                                                      | Guanyador |
| 2018 | Millor revelació femenina  | Paola Lara                                                                            | Nominada  |
| 2018 | Millor direcció            | Issa López                                                                            | Nominada  |
| 2018 | Millor actor de quadre     | Tenoch Huerta                                                                         | Nominat   |
| 2018 | Millor guió original       | Issa López                                                                            | Nominada  |
| 2018 | Millor muntatge            | Joaquim Marti                                                                         | Nominat   |
| 2018 | Millor so                  | Emilio Cortés, Martín Hernández, Alejandro Quevedo, Jaime Baksht, Michelle Couttolenc | Nominats  |
| 2018 | Millor disseny d'art       | Ana Solares                                                                           | Nominada  |
| 2018 | Millors efectes especials  | Alejandro Vázquez                                                                     | Nominat   |

Calgary Underground Film FestivalPremi a la millor narrativa cinematogràfica.